# Florencio Sánchez
Florencio Sánchez (Montevidéu, 17 de janeiro de 1875 - Milão, Itália, 7 de novembro de 1910), dramaturgo e jornalista uruguaio, cuja produção e herança artística se desenvolve nas duas margens do Rio da Prata. É considerado uma das figuras principais do teatro rioplatense.

## Biografia
Nasceu em 17 de janeiro de 1875 em Montevidéu, Uruguai. Filho de Olegario Sánchez e de Josefa Mussante, teve 11 irmãos. Depois de abandonar seus estudos secundários, alternou sua vida entre Montevidéu, Buenos Aires e Rosário (Santa Fé). Nestas cidades desenvolveu intenso trabalho jornalístico (La Voz del Pueblo, El Siglo, La Razón, La Protesta, Germinal) e teatral.
Ao estourar, em 1897 a guerra civil no Uruguai, se incorporou às fileiras de Aparicio Saravia, seguindo as tradições partidárias de sua família. Insatisfeito com as ideias que rodeavam ao levante, desertou e fugiu ao Brasil. Surge, neste período, seu desencanto pelas posturas políticas tradicionais, desencanto este que se reflete em suas Cartas de un flojo, e começa sua militância ativa no anarquismo. Escreveu e foi redator do diário anarquista portenho La Protesta e colaborou, dentre outras, para a revista El Sol, dirigida por Alberto Ghiraldo.
Em Montevidéu ingressa no Centro Internacional de Estudios Sociales, organização literária de caráter libertário cujo lema era "O indivíduo livre na comunidade livre". Em Rosário foi secretário de redação do jornal La República.
A 25 de setembro de 1903 se casa con Catalina, tendo como padrinhos José Ingenieros e Joaquín de Vedia. Também em 1903 escreveu o sainete La gente honesta e sua primeira obra teatral Canillita, que foi representado por uma companhia espanhola de zarzuelas. Solidário com os operários gráficos em greve, perde o emprego. Além disso, a polícia impede a estreia de La gente honesta. No entanto, Sánchez não declina de seu compromisso ideológico.
Em 1906, Sánchez se muda para La Plata. Apaixonado observador, teve como temas preferidos para suas obras teatrais a vida proletária, a família, o cortiço, os imigrantes; representando diversos tipos sociais de ambas margens do Rio da Prata, mostrando misérias e esperanças do mundo do trabalho através da vida cotidiana de seus personagens.
Em 25 de Setembro de 1909, já desacreditado pela tuberculose, embarcou para Europa como enviado oficial do presidente uruguaio, para informar sobre a conveniência ou não de que o governo uruguaio participasse de uma Exposição Artística em Roma, chegando a Gênova no dia 13 de outubro de 1909. Depois de passar alguns meses gastando uma importante quantia de dinheiro que lhe fora antecipada pelos direitos de representação de sua obra na Europa por diversas cidades italianas e francesas, morre às 3 da manhã do dia 7 de novembro de 1910 no Hospital de Caridade «Fate Bene Fratelli» de Milão (Italia), onde foi internado cinco dias antes por razão de uma bronquite no pulmão esquerdo.

## Obra
Obras dramáticas:
- La gente honesta (sainete; estreada em 26 de junho de 1903. Foi renomeada para Los curdas)
- M'hijo el dotor (drama em três atos; estreada em 13 de agosto de 1903)
- Canillita (sainete, estreada em 2 de outubro de 1903)
- Cédulas de San Juan (sainete em dois atos; estreada em 7 de agosto de 1904)
- La pobre gente (sainete en dois actos, estreada em outubro de 1904)
- La gringa (drama em quatro atos, estreada em 21 de novembro de 1904)
- Barranca abajo (drama em três atos; estreada em 26 de abril de 1905)
- Mano santa (sainete; estreada em 9 de junho de 1905)
- En familia (comédia dramática em três atos; estreada em 6 de outubro de 1905)
- Los muertos (drama em três atos; estreada em 23 de outubro de 1905)
- El conventillo (sainete em um ato, estreada em 22 de junho de 1906)
- El desalojo (sainete; estreada em 16 de julho de 1906)
- El pasado (comédia en três atos; estreada em 22 de outubro de 1906)
- Los curdas (sainete; estreada em 2 de janeiro de 1907)
- La tigra (sainete; estreada em 2 de fevereiro de 1907)
- Moneda falsa (sainete; estreada em 8 de janeiro de 1907)
- El cacique Pichuleo (zarzuela; estreada em 9 de janeiro de 1907)
- Los derechos de la salud (comédia em três atos; estreada em 4 de dezembro de 1907)
- Nuestros hijos (comédia dramática em três atos; estreada em junho de 1908)
- Marta Gruni (sainete; estreada em 7 de julho de 1908)
- Un buen negocio (comédia em dois atos; estreada em 2 de maio de 1909)

Obras jornalísticas:
- Cartas de un flojo (1900)
- El caudillaje criminal en Sudamérica (1903)